# Аше (река)
Аше (рус. Аше; адиг. Iэщэ) малена је планинска река која протиче преко територије Сочинског округа Краснодарског краја, на југозападу Руске Федерације. У горњем делу тока позната је и под именом Велики Бекишај (рус. Большой Бекишай). 
Свој ток започиње на обронцима планине Грачов венац, на крајњем западном делу Великог Кавказа. Тече у смеру југозапада и након 40 километара тока улива се у Црно море код истоименог насеља на северу сочинског округа. Површина њеног басена је око 279 км². Аше је типична планинска река у чијем кориту се налазе бројне касакаде и брзаци. Највећи водопади су Псида висине око 30 м, и Шапсуг са око 18 метара висине.
Карактерише је плувијално-нивални режим храњења, максималан водостај има почетком пролећа када долази до топљења снега у планинама, а у периодима са обилнијим падавинама поприма бујични карактер. 
Дуж њене долине се налазе бројни мегалитски долмени. 